# Aoki (Nagano)
Aoki (青木村?) è un villaggio situato nel distretto di Chiisagata nella prefettura centrale di Nagano, nella regione Chūbu del Giappone. A partire dal 1º ottobre 2016, il villaggio ha una popolazione stimata di 4.337 abitanti e una densità demografica di 76 persone per km². La sua superficie totale è di 57,10 km² (22,05 m²).